# مارتن مونتياني
مارتن مونتياني (12 نوفمبر 1984 في بلجيكا - ) هو لاعب كرة قدم بلجيكي في مركز الدفاع. شارك مع منتخب بلجيكا تحت 19 سنة لكرة القدم ومنتخب بلجيكا تحت 21 سنة لكرة القدم. أما مع النوادي، فقد لعب مع بيرسخوت إيه سي ورودا ياي سي وK.S.V. Roeselare ‏.

## وصلات خارجية
- مارتن مونتياني على موقع الاتحاد البلجيكي (الإنجليزية)
- مارتن مونتياني على موقع قاعدة بيانات كرة القدم.إي يو (الإنجليزية)
- مارتن مونتياني على موقع Soccerway.com (الإنجليزية)
- مارتن مونتياني على موقع عالم كرة القدم.نت (الإنجليزية)